# Manana Doijashvili
Manana Doijashvili   (Tbilisi, 5 de novembre de 1947 - 17 de gener de 2023) va ser una pianista georgiana, artista popular de la RSS de Geòrgia (1989), rector del Conservatori Estatal Vano Sarajishvili de Tbilisi (2000-2012), primera vicerectora i Professora, directora de la "Georgian Music Competitions Foundation".
Manana Doijashvili es va graduar al Conservatori Estatal de Tbilisi sota la direcció del professor Tengiz Amirejib. Les seves victòries al "Concurs George Enescu" de Bucarest (1970), al "Concurs Bedřich Smetana " de Txecoslovàquia (1974) i als primers concursos internacionals a Sydney (1977) li van suposar un gran reconeixement. Músics i amants de la música clàssica de Rússia, Bulgària, Finlàndia, Amèrica, Espanya, Àustria, Alemanya, Argentina, Corea, Austràlia i altres països coneixen les seves arts escèniques.
Sota el seu lideratge, després d'un llarg període d'inactivitat, el Gran Saló del Conservatori va ser restaurat i va tornar a la vida musical de Tbilisi; Manana Doijashvili es va convertir en la fundadora del moviment de competició a Geòrgia: va posar les bases dels Músics-Intèrprets de Geòrgia (1995) i dels Concursos Internacionals de Pianistes de Tbilisi (1997). A més, és la iniciadora i organitzadora del festival anual - "Trobades musicals d'Any Nou". Per iniciativa de Manana Doijashvili, es va constituir el Simposi Internacional de Polifonia Tradicional (I — el 2002; II — el 2004).

## Premis i reconeixements
- 1976: Artista Honorat de la RSS de Geòrgia
- 1989: Artista popular de la RSS de Geòrgia[3]
- 1999: Orde del Mèrit
- 2003: Premi que porta el nom de Zakaria Paliashvili
- 2004: Premi de la Fundació d'Arts Escèniques de Rússia (per contribució a les arts escèniques)
- 2005: Títols honorífics de "Cavaller de l'Ordre de la Literatura i les Arts" i "Ambaixador de la Pau" de la República Francesa
- 2010: Ordre d'Excel·lència Presidencial